# Break the Ice
"Break the Ice" är en låt av den amerikanska sångerskan Britney Spears från hennes femte studioalbum, Blackout. Den släpptes den 28 mars 2008 av Jive Records som den tredje och sista singeln från albumet, och valdes via en omröstning på Spears officiella webbplats. Låten producerades och samskrevs av Danja och spelades in när Spears var gravid med sitt andra barn. Musikalt sett är "Break the Ice" en electropoplåt med element av R&B. Textmässigt handlar den om en attraktion mellan två personer. Låten mottogs av positiva recensioner från kritiker.
"Break the Ice" var måttligt framgångsrik och nådde topp tjugo i Belgien, Finland, Kanada och Sverige. Låten nådde topp fyrtio i Australien, Nya Zeeland och många europeiska länder. I USA nådde den förstaplatsen på Billboard Hot Dance Club Songs. Anime-musikvideon regisserades av Robert Hales och var baserad på superhjältinnan från Spears video till "Toxic." "Break the Ice" användes som ett videomellanspel under turnén The Circus Starring Britney Spears (2009).

## Bakgrund
"Break the Ice" skrevs av Nate "Danja" Hills, Marcella "Ms. Lago" Araica, Keri Hilson, James Washington och producerades av Danja. Låten spelades in och mixades av Ms. Lago i Studio at the Palms, Las Vegas, Nevada och Chalice Recording Studios i Los Angeles, Kalifornien. Sångproduktion och bakgrundssång gjordes av Jim Beanz. Låten, tillsammans med "Perfect Lover", spelades in i Spears hus med Hilson. Hon hävdas ha varit imponerad över Spears arbetsmoral, eftersom Spears då var gravid med sitt andra barn, Jayden James. "Break the Ice" valdes som singel via en omröstning på Spears officiella Jive Records-webbplats. Den 11 februari 2008, meddelades det att låten hade vunnit med 39 % av rösterna.

## Komposition
"Break the Ice" är en electropoplåt framförd i en måttfull popsväng med element av R&B. Låten är komponerad i tonarten F-moll och utspelar sig i en gemensam taktart med ett tempo på 120 taktslag per minut. Enligt Leah Greenblatt från Entertainment Weekly låtar "Break the Ice" lik Nelly Furtados "Say It Right" (2006). Den börjar med att Spears sjunger "It's been a while / I know I shouldn't keep you waiting / But I'm here now", vilket fungerar som en ursäkt för att hon har varit borta så länge i musikindustrin, samt för att hon har varit borta från sitt kärleksintresse i låten. Efter den första raden, sjunger Spears över en kör. Enligt Chuck Arnold från People, sjunger Spears med sin "andningsröst." I den första versen börjar syntar spelas och pågår till slutet av den andra refrängen. Efter det stannar låten upp och Spears sjunger "I like this part / It feels kind of good", vilket är en imitation av Janet Jackson i "Nasty" (1986). Musiken ändras sedan, och beskrevs av Tom Ewing från Pitchfork Media, till "[något som] låter som spacehoppers som studsar runt i slow motion i en madrasserad cell." Låten är konstruerad i den vanliga vers–refräng–formen. Textmässigt handlar låten om två personer och en av dem ber den andra att lära känna varandra och "break the ice".

## Mottagande

### Kritik
Kelefe Sanneh of The New York Times sa att låten var "nästan lika bra" som de tidigare singlarna "Gimme More" och "Piece of Me", och beskrev den som en "rave-inspirerad flirt." Stephen Thomas Erlewine of Allmusic kallade låten ett "stammande electro-klipp." Nick Levine från Digital Spy kallade den "en dånande skiva av mångfaldigt lagrad electro-R&B." Levine skrev även att låten, tillsammans med "Radar", "är så avantgarde som pop blir under 2007." En recensent från Popjustice skrev att "[den] är ett riktigt lysande spår."

### Listframgångar
I USA debuterade "Break the Ice" på Billboard Hot 100 som nummer etthundra den 15 mars 2008. Den nådde nummer fyrtiotre den 24 maj 2008. Två veckor senare nådde den nummer ett på Billboard Hot Dance Club Songs, och blev då den tredje singeln i rad från albumet att nå förstaplatsen på listan. I juli 2010 hade låten sålts i 688 000 betalda nedladdningar i USA. I Kanada debuterade låten som nummer nittiosju på Canadian Hot 100 den 1 mars 2008. Den 26 april 2008 nådde den nummer nio, vilket blev dess högsta placering.
Den 5 maj 2008 debuterade låten som nummer fyrtioett på den australiska singellistan. Den 19 maj 2008 nådde den nummer tjugotre. I Nya Zeeland debuterade låten som nummer trettiosju den 7 april 2008, och nådde nummer tjugofyra tre veckor senare. "Break the Ice" debuterade som nummer trettiosex på den brittiska singellistan den 31 mars 2008, och nådde nummer femton den 20 april. Låten var även måttligt framgångsrik utöver Europa. Den nådde topp tio i Belgien (Flandern och Vallonien) och Finland, och topp tjugo i Danmark och Sverige. I Danmark certifierades singeln guld av International Federation of the Phonographic Industry (IFPI) för 15 000 sålda exemplar.

## Musikvideo
Musikvideon för "Break the Ice" animerades i en animestil i Sydkorea och regisserades av Robert Hales. Konceptet var enligt uppgifter Spears idé. Hon bad Jive Records att komma på en animerad musikvideo baserad på superhjältinnan från "Toxic"-videon. Videon hade premiär den 12 mars 2008 på BlackoutBall.com; en hemsida som skapades exklusivt för premiären där även fans fick tillgång till ett chattrum.
Videon börjar med att Spears, klädd i en kort svart bodysuit och knähöga svarta stövlar, står på ett tak över en futuristisk stad. När den första versen börjar, bryter hon in sig i en forskningsanläggning och slåss med hantlangare. Spears får tillgång till ett mycket säkrat laboratorium och går genom gångar av kloner som hålls i flytande kokonger. Hon ser en klon av sig själv, kysser henne och planterar en bomb på tanken. Därefter exploderar byggnaden, medan Spears hoppar och "Victory" avbildas på sidan av byggnaden. Filmen avslutas med frasen "To be continued..." I juli 2008 hade videon åtta miljoner visningar på Youtube.

## Låtlistor
| - Europeisk CD-singel/The Singles Collection Boxset-singel 1. "Break the Ice" — 3:16 2. "Everybody" — 3:18 - Europeisk/Australisk maxisingel 1. "Break the Ice" — 3:16 2. "Break the Ice" (Kaskade Remix) — 5:28 3. "Break the Ice" (Tracy Young Mixshow) — 6:32 4. "Break the Ice" (Tonal Remix) — 4:52 5. "Break the Ice" (Music Video) - Australisk CD-singel 1. "Break the Ice" — 3:16 2. "Break the Ice" (Tonal Remix)— 4:52 - USA promo-CD 1. "Break the Ice" — 3:16 2. "Break the Ice" (Instrumental) — 3:16 | - USA digital EP 1. "Break the Ice" — 3:16 2. "Break the Ice" (Jason Nevins Rock Remix) — 3:16 3. "Break the Ice" (Kaskade Remix) — 5:28 - Digital EP — The Remixes 1. "Break the Ice" (Jason Nevins Extended) — 6:18 2. "Break the Ice" (Jason Nevins Dub) — 6:57 3. "Break the Ice" (Mike Rizzo Generation Club Mix) — 6:41 4. "Break the Ice" (Mike Rizzo Generation Dub) — 7:14 5. "Break the Ice" (Tracy Young Club Mix) — 8:50 6. "Break the Ice" (Tracy Young Dub) — 8:28 |

## Medverkande
- Sång – Britney Spears
- Låtskrivare – Marcella "Ms. Lago" Araica, Nate "Danja" Hills, Keri Hilson, James Washington
- Produktion – Nate "Danja" Hills
- Instruments, programmering och mix – Marcella Araica
- Inspelning – Keri Hilson
- Bakgrundssång – Jim Beanz, Keri Hilson

## Topplistor
| \| Topplista (2008) \| Högsta position \| \| ------------------------------------------------ \| --------------- \| \| Australien (ARIA Charts)[19] \| 23 \| \| Belgien (Ultratop Flandern)[21] \| 7 \| \| Belgien (Ultratop Vallonien)[21] \| 3 \| \| Danmark (Tracklisten)[21] \| 13 \| \| European Hot 100 Singles[15] \| 31 \| \| Finland (Finlands officiella lista)[21] \| 8 \| \| Kanada (Canadian Hot 100)[15] \| 9 \| \| Nederländerna (Nederlandse Top 40)[21] \| 61 \| \| Nya Zeeland (RIANZ)[21] \| 24 \| \| Schweiz (Media Control AG)[21] \| 63 \| \| Storbritannien (The Official Charts Company)[23] \| 15 \| \| Sverige (Sverigetopplistan)[21] \| 11 \| \| USA Billboard Hot 100[15] \| 43 \| \| USA Hot Dance Club Songs (Billboard)[15] \| 1 \| \| Österrike (Ö3 Austria Top 40)[21] \| 39 \| |                 |
| Topplista (2008) | Högsta position |
| Australien (ARIA Charts) | 23              |
| Belgien (Ultratop Flandern) | 7               |
| Belgien (Ultratop Vallonien) | 3               |
| Danmark (Tracklisten) | 13              |
| European Hot 100 Singles | 31              |
| Finland (Finlands officiella lista) | 8               |
| Kanada (Canadian Hot 100) | 9               |
| Nederländerna (Nederlandse Top 40) | 61              |
| Nya Zeeland (RIANZ) | 24              |
| Schweiz (Media Control AG) | 63              |
| Storbritannien (The Official Charts Company) | 15              |
| Sverige (Sverigetopplistan) | 11              |
| USA Billboard Hot 100 | 43              |
| USA Hot Dance Club Songs (Billboard) | 1               |
| Österrike (Ö3 Austria Top 40) | 39              |

## Fotnoter
Den här artikeln är helt eller delvis baserad på material från engelskspråkiga Wikipedia, tidigare version.
1. ↑  Shriver, Jerry (4 mars 2009). ”Britney in concert: The Circus is finally back in town” (på engelska). USA Today. (Gannett Company, Inc.). http://www.usatoday.com/life/music/news/2009-03-04-britney-concert_N.htm. Läst 11 december 2009.
2. ↑  Blackout albumnoter. Jive Records (2007).
3. 1 2 3 4  Vineyard, Jennifer (12 oktober 2007). ”Britney Spears' New Album, Blackout: A Track-By-Track Report” (på engelska). MTV. (MTV Networks). Arkiverad från originalet den 21 september 2010. https://web.archive.org/web/20100921111552/http://www.mtv.com/news/articles/1571813/20071012/spears_britney.jhtml. Läst 6 februari 2010.
4. ↑  ”Third Single: Inside Scoop!” (på engelska). britney.com. Jive Records. 11 februari 2008. Arkiverad från originalet den 25 juli 2011. https://web.archive.org/web/20110725081634/http://www.britney.com/us/blog/third-single-inside-scoop. Läst 6 februari 2010.
5. 1 2  ”Britney Spears Break the Ice - Digital Sheet Music” (på engelska). MusicNotes.com. Hal Leonard Corporation. http://www.musicnotes.com/sheetmusic/scorch.asp?ppn=SC0085513. Läst 6 februari 2010.
6. 1 2  Levine, Nick (29 oktober 2007). ”Britney Spears: 'Blackout'” (på engelska). Digital Spy. (Hachette Filipacchi Ltd). http://www.digitalspy.co.uk/music/a78828/britney-spears-blackout.html. Läst 6 februari 2010.
7. ↑  Greenblatt, Leah (11 september 2007). ”New Britney Song: 'I'm Bad Media Karma'” (på engelska). Entertainment Weekly. (Time Warner). Arkiverad från originalet den 6 juni 2009. https://web.archive.org/web/20090606052626/http://www.ew.com/ew/article/0,,20057685_20057687_20056066,00.html. Läst 6 februari 2010.
8. ↑  Arnold, Chuck (11 september 2007). ”Sneak Preview: Britney Spears's New Album Details” (på engelska). People. (Time Warner). Arkiverad från originalet den 13 oktober 2007. https://web.archive.org/web/20071013212643/http://www.people.com/people/article/0,,20056001,00.html. Läst 6 februari 2010.
9. ↑  Sterdan, Darryl (26 oktober 2007). ”Britney's back with a thud” (på engelska). Jam!. (Quebecor Inc.). http://jam.canoe.ca/Music/Artists/S/Spears_Britney/AlbumReviews/2007/10/26/4608071-sun.html. Läst 6 februari 2010.
10. ↑  Ewing, Tom (20 november 2007). ”Britney in the Black Lodge (Damn Fine Album)” (på engelska). Pitchfork Media. (Ryan Schreiber). http://pitchfork.com/features/poptimist/6734-poptimist-10/. Läst 6 februari 2010.
11. ↑  Sanneh, Kelefe (29 november 2007). ”‘Miss Bad Media Karma’ Sings, Too” (på engelska). The New York Times. (The New York Times Company). http://www.nytimes.com/2007/10/29/arts/music/29spea.html?_r=1&ref=music&oref=slogin. Läst 6 februari 2010.
12. ↑  Erlewine, Stephen Thomas (29 november 2007). ”Blackout - Britney Spears” (på engelska). Allmusic. (Rovi Corporation). http://www.allmusic.com/album/r1241649. Läst 6 februari 2010.
13. ↑  ”The nine best bits of the new Britney single” (på engelska). Popjustice. (Peter Robinson). 1 april 2008. http://www.popjustice.com/index.php?option=com_content&task=view&id=2422&Itemid=9. Läst 10 februari 2010.
14. ↑  ”Billboard Hot 100” (på engelska). aCharts.us. 15 mars 2008. http://acharts.us/us_singles_top_100/2008/11. Läst 6 februari 2010.
15. 1 2 3 4 5 6  ”Break the Ice Charts” (på engelska). Billboard. (Prometheus Global Media). Arkiverad från originalet den 9 december 2012. https://archive.is/20121209080312/http://www.billboard.com/song/britney-spears/break-the-ice/10668321#/song/britney-spears/break-the-ice/10668321. Läst 6 februari 2010.
16. ↑  Grein, Paul (30 juli 2010). ”Chart Watch Extra: 40 Digital Song Milestones - Chart Watch” (på engelska). Yahoo! Music. (Yahoo!). Arkiverad från originalet den 7 augusti 2010. https://web.archive.org/web/20100807100709/http://new.music.yahoo.com/blogs/chart_watch/59873/chart-watch-extra-40-digital-song-milestones/. Läst 7 september 2010.
17. ↑  ”Canadian Hot 100” (på engelska). aCharts.us. 1 mars 2008. http://acharts.us/canada_singles_top_100/2008/09. Läst =2010-02-06.
18. ↑  ”Aria Charts” (på engelska). aCharts.us. 5 maj 2008. http://acharts.us/australia_singles_top_50/2008/19. Läst 6 februari 2010.
19. 1 2  ”Aria Charts” (på engelska). aCharts.us. 19 maj 2008. http://acharts.us/australia_singles_top_50/2008/21. Läst 6 februari 2010.
20. ↑  ”New Zealand Top 40” (på engelska). aCharts.us. 7 april 2008. http://acharts.us/nz_singles_top_40/2008/15. Läst 6 februari 2010.
21. 1 2 3 4 5 6 7 8 9 10 11  ”Britney Spears - Break the Ice (song)” (på franska). Ultratop 50. 2008. http://www.ultratop.be/fr/showitem.asp?interpret=Britney+Spears&titel=Break+the+Ice&cat=s. Läst 6 februari 2010.
22. ↑  ”UK Singles Charts” (på engelska). aCharts.us. 31 mars 2008. http://acharts.us/australia_singles_top_50/2008/14. Läst 6 februari 2010.
23. 1 2  ”UK Singles Charts” (på engelska). aCharts.us. 20 april 2008. http://acharts.us/uk_singles_top_75/2008/17. Läst 6 februari 2010.
24. ↑  ”Gold and Platinum Certifications” (på danska). International Federation of the Phonographic Industry. 2008. http://ifpi.dk/index.php?pk_menu=261. Läst 6 februari 2010.
25. ↑  Reporter, Daily Mail (13 mars 2008). ”Britney Spears transformed into a slimline superhero for her new animated video” (på engelska). Daily Mail. (Daily Mail and General Trust). http://www.dailymail.co.uk/tvshowbiz/article-532011/Britney-Spears-transformed-slimline-superhero-new-animated-video.html. Läst 7 februari 2010.
26. ↑  Kreps, Daniel (12 mars 2008). ”Britney Spears’ “Break The Ice” Video To Premiere Today, Fandemonium Ensues” (på engelska). Rolling Stone (Jann Wenner). ISSN 0035-791X. Läst 7 februari 2010.
27. ↑  Keith, Amy Elisa (12 mars 2008). ”Britney Spears's New Video: Cyborgs and Thigh-High Boots” (på engelska). People. (Time Warner). Arkiverad från originalet den 3 mars 2016. https://web.archive.org/web/20160303201115/http://www.people.com/people/article/0,,20183763,00.html. Läst 7 februari 2010.
28. ↑  Wikström 2010, s. 158.